# توني لوري
توني لوري (بالإنجليزية: Tony Lowery)‏ هو لاعب كرة قدم ومدرب كرة قدم بريطاني في مركز الوسط، ولد في 6 يوليو 1961 في Wallsend ‏ في المملكة المتحدة. لعب مع نادي غيتزهد ونادي كارلايل يونايتد ونادي مانسفيلد تاون ونادي والسول ووست بروميتش ألبيون.